# Rosamund Lupton
Rosamund Lupton (født 1964) er en britisk forfatter. Hun har studeret litteratur på Cambridge University. Hun bor i London med sin mand og to børn.

## Bøger
- 2012 Søster (Sister)
- 2012 Efter branden (Afterwards)
- 2015 Lyden af stilhed (The Quality of Silence)

## Eksterne kilder
Officiel hjemmeside: rosamundlupton.com Arkiveret 21. oktober 2020 hos  Wayback Machine
1. ↑  Navnet er anført på engelsk og stammer fra Wikidata hvor navnet endnu ikke findes på dansk.
2. ↑  Navnet er anført på engelsk og stammer fra Wikidata hvor navnet endnu ikke findes på dansk.
3. ↑  Navnet er anført på engelsk og stammer fra Wikidata hvor navnet endnu ikke findes på dansk.
4. ↑  Navnet er anført på engelsk og stammer fra Wikidata hvor navnet endnu ikke findes på dansk.
5. ↑  Navnet er anført på engelsk og stammer fra Wikidata hvor navnet endnu ikke findes på dansk.